# Антъни Инглънд
Антъни Уейн „Тони“ Инглънд (на английски: Anthony Wayne „Tony“ England) е американски учен и астронавт на НАСА, участник в един космически полет.

## Образование
Антъни Инглънд е завършва гимназия в Индианаполис, Индиана и Колеж в Северна Дакота. През 1965 г. става бакалавър по науки за Земята и Космоса. През същата година успява да получи и магистърска степен. През 1970 г. става доктор по философия. Всичките три степени придобива в Масачузетския технологичен институт, Кеймбридж, Масачузетс.
Д-р Инглънд е професор и директор на Центъра по космически анализи в Мичиганския щатски университет. Между 2005 и 2010 г. е декан на висшето учебно заведение.

## Служба в НАСА
Антъни Уейн Инглънд е избран за астронавт от НАСА на 4 август 1967 година, Астронавтска група №6. Първо преминава 53 седмичен курс на обучение по управление на реактивен самолет. След приключване на общия курс е включен в поддържащите екипажи на Аполо 13 и Аполо 16. По време на мисията на Аполо 16 е CAPCOM офицер за лунните разходки. Взема участие в един космически полет и има 188 часа в космоса. След мисията STS-51F работи в научния департамент на НАСА до месец декември 1987 година. Има внушителна (за цивилен) летателна практика от 3000 полетни часа.

### Космически полет
Антъни У. Инглънд лети в космоса като член на екипажа на една мисия:
| Космически полет на Антъни Уейн „Тони“ Инглънд                    | Космически полет на Антъни Уейн „Тони“ Инглънд | Космически полет на Антъни Уейн „Тони“ Инглънд | Космически полет на Антъни Уейн „Тони“ Инглънд | Космически полет на Антъни Уейн „Тони“ Инглънд | Космически полет на Антъни Уейн „Тони“ Инглънд | Космически полет на Антъни Уейн „Тони“ Инглънд |
| №                                                                 | Дата                                           | КК                                             | Емблема на мисията                             | Функции                                        | Продължителност                                |                                                |
| ----------------------------------------------------------------- | ---------------------------------------------- | ---------------------------------------------- | ---------------------------------------------- | ---------------------------------------------- | ---------------------------------------------- | ---------------------------------------------- |
| 1                                                                 | 29 юли 1985                                    | „Чалънджър“, мисия STS-51F                     |                                                | Специалист на мисията                          | 7 денонощия 22 часа 46 мин 21 сек.             |                                                |
| Сумарно време в космоса – 7 денонощия 22 часа 46 минути и 21 сек. |                                                |                                                |                                                |                                                |                                                |                                                |

## Награди
- Висшата награда на Космическия център Линдън Джонсън (1970);
- Медал на НАСА за изключителни научни постижения (1973);
- Медал за участие в експедиция до Антарктида (1979);
- Медал на НАСА за участие в космически полет (1985);
- Награда на Американската асоциация по астрономия за участие в космически полет (1986);
- Медал на НАСА за изключителни заслуги (1988);
- Награда за научни постижения на Департамента по електроинженерство и компютърни технологии (1994);
- Награда за отлични постижения в областта на електроинженерството (1995);
- Мемориал Джудит Резник за постижения в областта на космическите науки (2004).